# Фрауенберг (Рейнланд-Пфальц)
Фрауенберг (нім. Frauenberg) — громада в Німеччині, розташована в землі Рейнланд-Пфальц. Входить до складу району Біркенфельд. Складова частина об'єднання громад Баумгольдер.
Площа — 3,86 км2. Населення становить 382 ос. (станом на 31 грудня 2020).